# Mutismo seletivo
Mutismo seletivo  (DSM-IV)  É um transtorno ansiogênico, caracterizado pela incapacidade de falar em determinadas situações sociais específicas em que o indivíduo se encontra, enquanto em outras o indivíduo consegue falar. Geralmente envolve pessoas tímidas, acanhadas e ansiosas. Para a maioria, os relatos desse transtorno começam quando a pessoa ainda é criança, geralmente fala apenas com algum ou ambos os pais e com algumas pessoas da família. Contudo, pode não falar com a maioria das pessoas ou algumas delas (professores, médicos, dentistas, outros familiares e desconhecidos).  A frequência não varia muito com o gênero, mas é mais comum em meninas. Em adultos é mais comum que sejam diagnosticados com fobia social. O transtorno também pode ser conhecido como 'Mutismo eletivo, '( entretanto se tornou um termo desatualizado usado quando o indivíduo pretendia voluntariamente não falar.) 

## Características
No DSM-IV - Manual de Diagnóstico e Estatística de Transtornos Mentais, o mutismo seletivo é descrito como uma desordem psicológica mais frequente nas crianças. Crianças e adultos com o transtorno são capazes de falar e compreender a linguagem, mas não o fazem em certas situações sociais, quando é o que se espera deles. Funcionam normalmente em outras áreas do comportamento e aprendizagem, mas se privam severamente de participar em atividades em grupo. É como uma forma extrema de timidez, mas a intensidade e a duração a distinguem. Como exemplo, uma criança pode ficar completamente calada na escola, por anos, mas falar a vontade em casa.

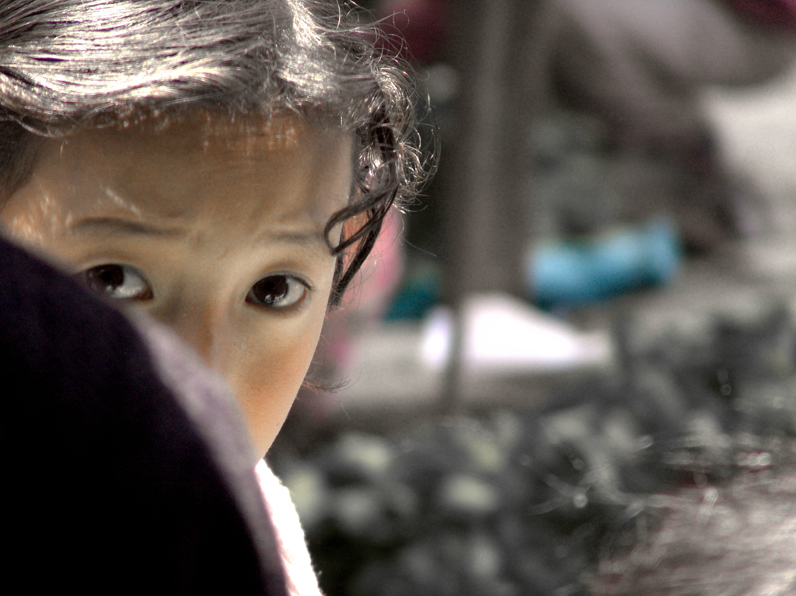
Apesar do nome não se trata de eleger ou selecionar quando ser mudo, mas sim de se sentir incapaz de falar, mesmo querendo.

## Diagnóstico
Para o diagnóstico, essa mudez seletiva deve durar no mínimo um mês, não contando o primeiro mês de escolarização, período em que é comum as crianças se mostrarem tímidas e evitarem falar com professores.
O mutismo seletivo é caracterizado por:
- Fracasso consistente para falar em situações sociais específicas apesar de expressar-se verbalmente em outras situações.
- Interfere com as atividades educacionais ou/e profissionais ou/e comunicação social.
- O fracasso para falar não se deve à falta de conhecimento do idioma falado requerido na situação social.
- Deve ser diferenciado de transtornos de comunicação (por exemplo, gagueira), não é melhor explicado por outro transtorno do desenvolvimento e nem por algum tipo de psicose.[2]

É comum que os pais só levem para tratamento após muitos meses ou anos de mudez, supondo que se trata apenas de timidez normal até que os prejuízos se tornam mais visíveis e significativos (notas baixas, bullying, brigas ou a pedido da professora ou da psicóloga escolar). 

## Tratamento

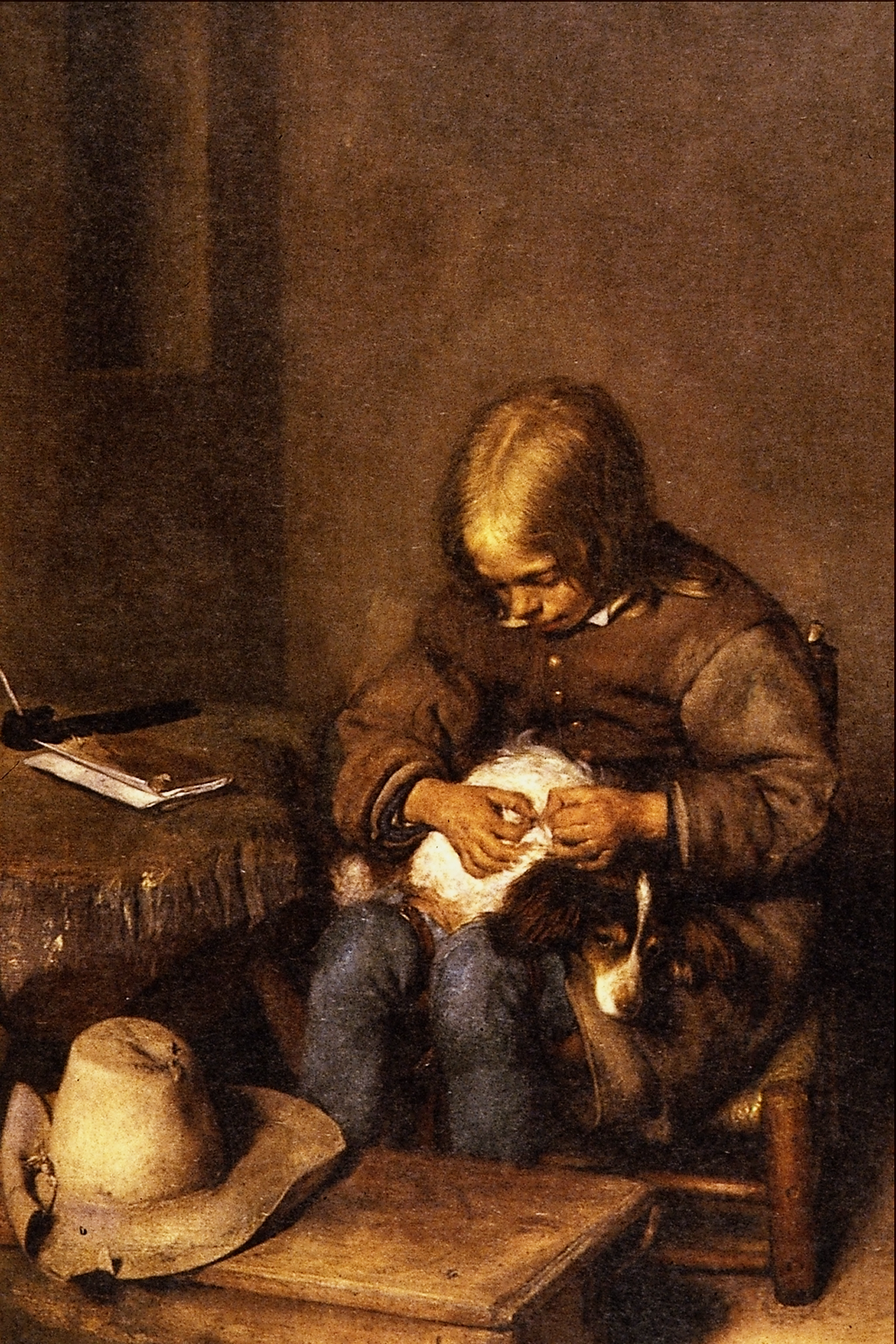
Interagir e conversar com animais pode ajudar as crianças a desenvolver habilidades sociais.

A terapia cognitivo-comportamental tem bons resultados assim como a Musicoterapia com diversas técnicas como ludoterapia, treino comportamental e psicoeducacional incluindo o uso de outros meios de comunicação (telefone, gestos, escrita, desenhos...), reforço positivo dos comportamentos desejados, inclusão da escola e dos pais na terapia e praticando em ambientes seguros no ritmo do paciente o que ele precisa fazer em outros ambientes mais hostis.  A terapia varia bastante dependendo do terapeuta e da gravidade do caso e há pouca literatura em português sobre o tema.  Em inglês existe uma ONG americana especializada no assunto, com várias pesquisas na área:
Psiquiatras costumam receitar remédios para transtornos de ansiedade e depressão (ISRS ou ansiolíticos) para minimizar os sintomas e facilitar o tratamento.

## Prognóstico
Pode durar apenas alguns meses ou muitos anos. Não necessariamente desaparece com a idade, podendo agravar e permanecer por anos sem tratamento. Quanto mais persistir, mais provável que se acumule com outros transtornos ansiosos, emocionais, do desenvolvimento e de aprendizagem. 

## Epidemiologia
A prevalência está em torno de 0,5% a 2% das crianças nos primeiros anos de escola. Quanto maior a demora em começar o tratamento mais difícil e demorada a recuperação. 

## Casos famosos
- Raj, personagem fictício da série The Big Bang Theory, mas baseado em um caso real, não consegue falar com mulheres caso não esteja alcoolizado.
- No filme Jumanji, após a morte de seus pais, Peter fala apenas com sua irmã, e apenas quando estão sozinhos.
- No filme Little voice a protagonista é uma cantora com mudez seletiva.
- Um universitário americano responsável pela morte de 32 pessoas em 2007 foi diagnosticado com o transtorno. Seu isolamento e falta de diálogo é citado como uma das causas do ataque.[7]
- Na segunda temporada da série The Fosters, descobre-se que o personagem fictício Jude Adam Fosters tem o transtorno.
- Dr. Rabugento: De Plantão é um dorama japonês. No episódio 8, a história aborda uma garotinha chamada Mai, que apresenta suspeita de mutismo seletivo na infância. O dorama mostra que Mai deseja se comunicar, mas se retrai e sente ansiedade em situações sociais.